# 강남구의회
강남구의회는 서울특별시 강남구 지역을 관할하는 기초의회이다.